# Тобыл
Тобы́л (каз. Тобыл / Tobyl; до 2020 года — Затобольск) — город в Костанайской области Казахстана, административный центр Костанайского района. Код КАТО — 395430100.
Расположен на правом берегу реки Тобол, напротив города Костаная. Входит в городскую агломерацию Костаная. Основан в 1863 году.

## Наименование
Этимология исторического наименования Затобольск связана с расположением населённого пункта на противоположной по отношению к городу Костанаю стороне реки Тобол.
Аким Костанайской области поднял вопрос об изменении статуса посёлка Затобольска на город районного значения и одновременном его переименовании в Тобыл (казахская орфографическая форма названия реки Тобол), 18 марта 2018 года данная инициатива была поддержана общественностью Затобольска. 6 декабря 2018 года инициативу одобрили в Республиканской ономастической комиссии и передали вопрос на рассмотрение правительством Казахстана. 2 января 2020 года указом президента Казахстана посёлок Затобольск был отнёсен к категории городов районного значения и переименован в город Тобыл, в том числе и на русском языке.

## Население
Поселение образовалось чуть раньше Костаная. Изначально земли арендовались на несколько лет у местных казахских владельцев (тогда именуемых киргизы), но уже чуть позже заселение происходило стихийно. 
На 1970 год население Затобольска насчитывало 13 000 человек. По переписи 1979 года население посёлка Затобольск составляло 16 736 человек (7984 мужчины и 8752 женщины).
Согласно переписи 1989 года население посёлка составляло 20 274 человека (9726 мужчин и 10 548 женщин).
По переписи 1999 года население посёлка составляло 20 117 человек (9637 мужчин и 10 480 женщин).
По данным переписи 2009 года, в посёлке проживало 22 908 человек (10 826 мужчин и 12 082 женщины).
На начало 2019 года население Затобольска составило 24 590 человек (11 679 мужчин и 12 911 женщин).

## Объекты инфраструктуры
- Центральная районная больница
- 4 школы (1 с казахским языком обучения, 2 гимназии)
- 4 детских сада (1 частный, 1 с казахским языком обучения)
- 2 спортивных школы
- Музыкальная школа
- Дом культуры «Золотой колос»
- Мечеть
- Православная церковь
- Стадион «Затоболец»
- Костанайский сельскохозяйственный колледж

## Транспорт
В г. Тобыле берут начало автотрассы Костанай — Мамлютка (А21) и Костанай — Аулиеколь. Также проходит автодорога М36 (или Азиатский маршрут AH7). Связь с г. Костанай осуществляется через автодорогу Костанай — Тобыл.
Общественный транспорт представлен 8-ю маршрутами, связанными с г. Костанай, с интервалами 15, 60—90, 20, 40, 60—90 минут соответственно: № 102 (с. Заречное — медицинский центр Гиппократ), № 109, № 116, и по автодороге М36 № 104, № 105, № 110, № 115.

## Экономика
В городе расположены машиностроительный завод, предприятие по производству стройматериалов, пивной завод, Тобыльский лесхоз.